# Здоровий нарцисизм
Здоровий нарцисизм  – це позитивне самовідчуття, яке відповідає загальному благу індивіда. Від грандіозного нарцисизму він відрізняється тим, що менш виражений в грандіозності, у відсутності марнославства та інших якостей, що заважають взаємодії з людьми (в тому числі маніпуляції). 
Поняття здорового нарцисизму розвивалося повільно з психоаналітичної традиції і набуло популярності в кінці ХХ століття. 

## Фрейд і нормальний нарцисизм
Фрейд вважав нарцисизм природною частиною людського макіяжу, який, вкрай сприйнятий, заважає людям мати важливі стосунки. 211 Хоча він визнавав привабливість нарцисиста для більш нормальних людей, у нього не було поняття здорового нарцисизму як такого. .: 105 У 1930-х роках Пол Федерн запровадив концепцію, щоб охопити адекватне почуття самолюбства, але лише до 1970-х років у творчості Отто Кернберга та Хайнца Когута ідея вийшла на перший план. Когут говорив про "нормальний нарцисизм дитини" та про нормальне нарцисичне право; і вважав, що якщо ранні нарцистичні потреби можна буде адекватно задовольнити, індивід перейде до того, що він назвав "зрілою формою позитивної самооцінки; впевненості в собі:" здорового нарцисизму. 
Невілл Сімінгтон кинув виклик вірі Когута в позитивний нарцисизм, аргументуючи це тим, що "ми не отримуємо позитивного нарцисизму без ненависті до себе": 58 або негативного нарцисизму. Хоча можна було говорити про здорову впевненість у собі та позитивну самооцінку чи впевненість у собі, він вважав, що "безглуздо говорити про здорову самоцентризм": 8–9 - що є стрижнем нарцисизму. Тим не менш, поп-психологія сприйняла ідею здорового нарцисизму як допоміжного засобу для самоствердження та успіху. Дійсно було припущено, що корисно думати про континуум нарцисизму, від здорового до патологічного, про стабільний нарцисизм та руйнівний нарцисизм як точки зупинки між ними.  

## Здоровий нарцисизм Солана
Ронні Солан використовує метафору нарцисизму як емоційно-імунну систему для захисту знайомості та добробуту особистості проти вторгнення чужими відчуттями (1998) та невеликими відмінностями (Фрейд 1929–1930). 
Вроджена імунізація коливається між добробутом, у присутності звичного та наполегливістю, а також вразливістю перед обличчям незнайомця. З дитинства знайоме спокушає, а дивацтва нестерпне зсередини (хвороба) або ззовні (інша). Отже, нарцисичну імунізацію можна порівняти з активністю біологічної імунологічної системи, яка ідентифікує знайомий білок клітини та відкидає чужорідний білок (бактерії, вірус). 
Таким чином, від немовляти до дорослого віку емоційне травмування неминуче, тому що інший, навіть якщо він чи вона є нам знайомою людиною і дорогою, все-таки є окремою особою, яка стверджує свою інакшість. Здоровому нарцисисту вдається оновити нарцистичні дані (наприклад, знайомство з незнайомими) та сприяти відновленню самопознанства після травм і психічних болів. Здоровий нарцисизм активізує імунологічний процес відновлення стабілізації згуртованості, цілісності та енергійності Я та відновлення стосунків з іншим, незважаючи на його інше. 
Порушення функціонування нарцисизму не в змозі активізувати ці нарцисичні процеси і викликає деструктивні реакції. Таким чином, індивід наполегливо підтримує свій гнів до того, хто його образив, і може розірвати контакт з ним, навіть у міру насильницької помсти, хоча цей інший може бути дорогим йому, можливо, ведучи через порушений нарцисизм до крихкості та вразливості Я, незріла індивідуація, нарцисичні розлади та патологічні явища. 
Здоровий нарцисизм сприяє вдосконаленню емоційного інтелекту як частини процесу адаптації до змін; до посилення цікавості та вивчення навколишнього середовища; відношення до іншого, а також для покращення Joie de Vivre. 

## Вплив здорових проти деструктивних нарцисичних менеджерів
Любіт порівнював здорових нарцистичних менеджерів проти деструктивно нарцистичних менеджерів за їх тривалий вплив на організації. 
| Характерні                             | Здоровий нарцисизм                                                                         | Руйнівний нарцисизм |
| -------------------------------------- | ------------------------------------------------------------------------------------------ | --- |
| Самовпевненість                        | Висока зовнішня впевненість у собі відповідно до реальності                                | Грандіозний |
| Бажання влади, багатства та захоплення | Може насолоджуватися силою                                                                 | Забирає владу будь-якою ціною, не вистачає нормальних гальмувань у гонитві                                                  |
| Відносини                              | Справжня турбота про інших та їх ідеї; не експлуатує та не знецінює інших                  | Побоювання обмежені вираженням соціально відповідних відповідей, коли це зручно; знецінює і експлуатує інших без каяття     |
| Здатність йти послідовним шляхом       | Має значення; далі за планом                                                               | Не вистачає значень; легко нудьгувати; часто змінює курс                                                                    |
| Фундація                               | Здорове дитинство з підтримкою самооцінки та відповідними обмеженнями поведінки щодо інших | Травматичне дитинство підриває справжнє почуття самооцінки та / або вчиться, що йому / їй не потрібно бути уважним до інших |

У окремому, але пов язаному з цим розрізненні, Майкл Маккобі у своїй книзі «Продуктивний нарцисист» висловлює позитивну сторону нарцисичного характеру ... [&] вважає, що природна енергія та індивідуальність нарцисистів є запорукою багато індустріального прогрес та інновації ". 